# Chukuni River
Der Chukuni River ist ein rechter Nebenfluss des English River im Kenora District im Südwesten der kanadischen Provinz Ontario.
Er entspringt nördlich des Odin Lake auf einer Höhe von 420 m. Er durchfließt und entwässert ein Seensystem. Er durchfließt folgende Seen in überwiegend südöstlicher Richtung: Odin Lake, Rathouse Lake, Little Vermilion Lake, Red Lake, Gullrock Lake und Pakwash Lake. Die linken Nebenflüsse Nungesser River und Troutlake River entwässern die nördlich vom Flusslauf gelegenen Seen Nungesser Lake und Trout Lake. Der Chukuni River hat eine Länge von etwa 160 km. Am Pegel oberhalb des Pakwash Lake beträgt der mittlere Abfluss 29 m³/s.